# Didemnum bisectatum
Didemnum bisectatum är en sjöpungsart som beskrevs av Kott 200. Didemnum bisectatum ingår i släktet Didemnum och familjen Didemnidae. Inga underarter finns listade i Catalogue of Life.